# Acheilognathus melanogaster
Acheilognathus melanogaster е вид лъчеперка от семейство Шаранови (Cyprinidae). Видът е незастрашен от изчезване.

## Разпространение
Разпространен е в Япония (Хоншу).